# Petruskerk (Foxhol)
De Petruskerk is een 20e-eeuws kerkgebouw in Foxhol in de Nederlandse gemeente Midden-Groningen.

## Achtergrond
Begin jaren vijftig kwamen meerdere Molukkers naar Nederland. Ze werden op diverse plaatsen ondergebracht, een deel kwam in de Carel Coenraadpolder (onder Finsterwolde) terecht. Deze laatste groep, bestaande uit 129 personen, verhuisde in 1961 naar Foxhol, waar voor hen een dertigtal woningen was gebouwd. In 1962 bouwden zij een eigen kerk, de Maranathakerk, aan de Roerdompstraat. Het beheer van de kerk viel onder de Rijksgebouwendienst, tot dat in 1985 werd overgedragen aan de Moluks-evangelische gemeente.

### Nieuwbouw
Dit Maranathakerk werd te klein en werd in 1993 gesloopt. De gemeenschap kerkte tijdelijk in een plaatselijke school. Er werd een nieuwe kerk gebouwd, die op 9 september 1995 onder de naam Petruskerk in gebruik werd genomen.

### Luidklok
De eerste generatie Molukkers in Nederland had in de Carel Coenraadpolder een kerk gebouwd, waarvoor ze een bronzen luidklok hadden laten maken. Deze klok werd in 1963 opgehangen in de Maranathakerk en in de Petruskerk hergebruikt. In 2007 werd zij gestolen, de klok werd later - zonder klepel - teruggevonden.